# 瓦伦西亚之战
瓦伦西亚之战（法语：Bataille de Valence）又称第一次瓦伦西亚之战。此役因法军对西班牙城市瓦伦西亚的袭击而爆发，由蒙塞元帅指挥的法兰西第一帝国军队未能成功夺取瓦伦西亚并被迫撤退到马德里，因此法军没能成功控制西班牙东部的大部分地区，并且上述地区至此脱离拿破仑的控制。

## 叛乱
到1808年夏天，西班牙的大部分地区都爆发了叛乱以抵抗法国侵略者，但拿破仑认为他面临的只是一些小规模叛军。因此，他下令从马德里派出一些小型部队来对付叛军。蒙塞元帅指挥一个由9,000人组成的部队前往瓦伦西亚并维护当地的秩序。蒙塞有两条行军路线可以选择。较长的路线经过阿尔曼萨，而较短的路线则需要穿过山脉。蒙塞与拿破仑一样相信法军面对的是小规模的叛乱，于是选择走更快的山路。
事实上，法军面对的是大规模的叛乱以阻止他们占领西班牙。瓦伦西亚军政府拥有7,000名正规军和更多的征召兵和志愿者来对抗法国入侵者。正规军的指挥官孔德·德·塞尔维隆（Conde de Cervellon）预计蒙塞会选择较长的路线，因此在山口几乎没有设防。因此，蒙塞能够于6月21日在卡布里尔河摧毁小股西班牙部队，并于6月24日抵达瓦伦西亚城外。

## 抵达瓦伦西亚
瓦伦西亚并非一座完全不设防的城市。城内有三个营的正规军，还有7,000名瓦伦西亚征召兵支援，全部由海军军官唐·何塞·卡罗指挥，西班牙部队在城外四英里的圣奥诺弗雷建立了一个防御阵地。蒙塞的部队于6月27日与这支部队作战，最终迫使西班牙军队撤退回城内。
瓦伦西亚没有先进的防御工事。相反，这座城市被一条护城河及建于中世纪的城墙所包围。然而，该城的周边地区非常平坦，所以西班牙人能够用水将其淹没，迫使蒙塞集中兵力攻击城墙南侧的城门。城内西班牙守军的人数超过了法军。瓦伦西亚城内约有20,000名武装人员，其中约1,500名是正规军，6,500名武装人员是接受过基本训练的征召兵。守军还有许多能够保护城门的火炮。此外，城门也受到路障的保护。
蒙塞没想到西班牙人会在瓦伦西亚与其对战。6月28日，他派两个旅进攻该城，其中一个旅攻击圣何塞门，另一个旅攻击夸特门。尽管法军成功越过了路障，但两个旅的攻击都失败了。蒙塞随后试图用他的野战炮轰炸西班牙军队的阵地，但他的火炮很快就被守军的炮火摧毁了。
蒙塞随后下令进行第二次攻击，这次是针对三个城门（圣何塞、夸特和圣卢西亚）。但这次袭击也被守军击退，法军的伤亡人数比第一次袭击还要高。面对如此坚决的抵抗，蒙塞根本没有足够的人手来占领瓦伦西亚。由于法军没有预料到西班牙守军会死守该城，所以蒙塞的部队没有携带攻城火炮。

## 法军的撤退
在第二次进攻失败后，蒙塞意识到占领该城已经不再现实。他也知道，之前出城的西班牙的军队也即将归来。于是他决定放弃瓦伦西亚，返回马德里。这次他决定走经过阿尔曼萨的道路，因为他相信在地势平坦的地区法军的胜算极大。可这一次西班牙军队选择走山路，因为西班牙军队指挥官相信法军会按原路返回，于是两军又一次擦肩而过。

## 结果
法军在瓦伦西亚的损失可能接近1,100人，其中800人受伤，300人阵亡。蒙塞在瓦伦西亚的失败第一次证明了西班牙人是非常坚定的要塞防守者。在瓦伦西亚的失利很快就被7月19日法军在拜伦的惨败所掩盖。此役中杜庞将军率领的法国军队在地势开阔的地区被击败，但此役在证明法军在西班牙不可能迅速获胜的方面发挥了同样重要的作用。 

## 脚注
1. 1 2 3 4  Bodart 1908，第387頁.
2. 1 2  Gates 2001，第57頁.
3. ↑  Oman 1902，第107頁.
4. 1 2 3 4 5 6 7 8  Oman 1902，第135-139頁.